# Миндалины
Минда́лины (лат. tonsillae) — скопления лимфоидной ткани, расположенные в области носоглотки и ротовой полости. Миндалины выполняют защитную функцию и участвуют в формировании иммунитета — являются защитным механизмом первой линии на пути вдыхаемых чужеродных патогенов. Полная иммунологическая роль миндалин всё ещё остаётся неясной.
Вместе с другими лимфоидными образованиями носоглотки миндалины образуют глоточное лимфатическое кольцо (так называемое кольцо Пирогова — Вальдейера).

## Этимология
Первое название «миндалины» происходит от др.-греч. ἀμυγδᾰλίς, ἀμύγδᾰλον — «миндаль». Второе название «гланды» происходит от фр. glande, от лат. glans — жёлудь. Производным от этого слова является лат. glandula — «железа».

## Классификация
Миндалины подразделяются на:
- парные

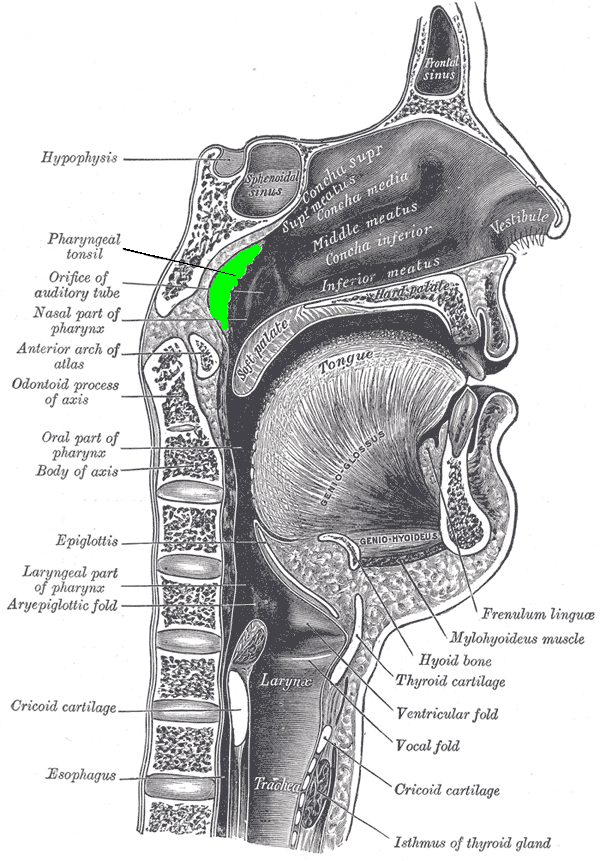
Расположение глоточной миндалины

  - нёбные — в углублении между мягким нёбом и языком (первая и вторая миндалины);
  - трубные — в области глоточного отверстия слуховой трубы (пятая и шестая миндалины).
- непарные
  - глоточная (носоглоточная) — в области свода и задней части стенки глотки (третья миндалина, миндалина Лушки). Патологическое увеличение именно этой миндалины называется адено́идами, часто встречается у детей;
  - язычная — под поверхностью задней части языка (четвёртая миндалина).

Принято следующее нумерование миндалин:
- первая и вторая — нёбные миндалины;
- третья — глоточная (носоглоточная) миндалина;
- четвёртая — язычная миндалина;
- пятая и шестая — трубные миндалины.

## Иннервация
Нёбные миндалины иннервируются ветвями языкоглоточного нерва. Язычная миндалина — ветви языкоглоточного и блуждающего нервов. Глоточная миндалина — ветви лицевого, языкоглоточного, блуждающего нервов. Трубные миндалины — ветви лицевого, языкоглоточного и блуждающего нервов.

## Патология
- Врождённые пороки. Могут развиваться добавочные дольки, раздвоения миндалин.
- Повреждения (травмы): ожог, ранение, внедрение инородных тел.
- Гипертрофия. Как правило возникает в детском возрасте и затрагивает нёбные и глоточную миндалины. При отсутствии функциональных нарушений лечение не требуется. При необходимости лечение начинают с консервативного, в случае его неэффективности требуется оперативное вмешательство — тонзиллотомия (удаление части нёбных миндалин) или тонзиллэктомия (удаление нёбных миндалин вместе с прилегающей соединительной тканью). Данная аномалия обычно встречается у представителей негроидной расы.
- Воспаления. Острый тонзиллит — воспаление нёбных миндалин; вещество, накапливающееся на поверхности миндалин.